# باي سبرينغز
باي سبرينغز (مسيسيبي) (بالإنجليزية: Bay Springs, Mississippi)‏ هي مدينة تقع في الولايات المتحدة في Jasper County. يقدر عدد سكانها بـ 2,097 نسمة ومساحتها 38.3 كم2 وترتفع عن سطح البحر 129 متر.

## التركيبة السكانية
حدّد مكتب تعداد الولايات المتحدة بيانات التركيبة السكانية لباي سبرينغز في تعداد الولايات المتحدة. في ما يلي، التركيبة السكانية حسب تعدادي 2000 و2010.

### تعداد عام 2000
بلغ عدد سكان باي سبرينغز 2,097 نسمة بحسب تعداد عام 2000، وبلغ عدد الأسر 793 أسرة وعدد العائلات 525 عائلة مقيمة في المدينة. في حين سجلت الكثافة السكانية 53.9 نسمة لكل كيلومتر مربع (139.6/ميل2). وبلغ عدد الوحدات السكنية 880 وحدة بمتوسط كثافة قدره 22.6 لكل كيلومتر مربع (58.5/ميل2).
وتوزع التركيب العرقي للمدينة بنسبة 50.02% من البيض و49.64% من الأمريكيين الأفارقة و0.05% من الأعراق الأخرى و0.29% من عرقين مختلطين أو أكثر و0.57% من الهسبانيون أو اللاتينيون من أي عرق.
بلغ عدد الأسر 793 أسرة كانت نسبة 35.8% منها لديها أطفال تحت سن الثامنة عشر تعيش معهم، وبلغت نسبة الأزواج القاطنين مع بعضهم البعض 42.9% من أصل المجموع الكلي للأسر، ونسبة 20.3% من الأسر كان لديها معيلات من الإناث دون وجود شريك،  بينما كانت نسبة 3% من الأسر لديها معيلون من الذكور دون وجود شريكة وكانت نسبة 33.8% من غير العائلات. تألفت نسبة 32.5% من أصل جميع الأسر من عدة أفراد يعيشون في نفس المنزل ونسبة 17.9% كانت تتألف من شخص يعيش بمفرده يبلغ من العمر 65 عاماً أو أكثر. وبلغ متوسط حجم الأسرة المعيشية 2.45، أما متوسط حجم العائلات فبلغ 3.13.
بلغ العمر الوسطي للسكان 40.4 عاماً. وكانت نسبة 24.6% من القاطنين تحت سن الثامنة عشر، وكانت نسبة 8.5% بين الثامنة عشر والرابعة والعشرين عاماً، ونسبة 21.9% كانت واقعةً في الفئة العمرية ما بين الخامسة والعشرين والرابعة والأربعين عاماً، ونسبة 22.2% كانت ما بين الخامسة والأربعين والرابعة والستين، ونسبة 15.5% كانت ضمن فئة الخامسة والستين عاماً فما فوق. يوجد لكل 100 أنثى 78.1 ذكر، ويوجد لكل 100 أنثى في الثامنة عشر من عمرها فما فوق 76.2 ذكر.
بلغ متوسط دخل الأسرة في المدينة 22,895 دولارًا، أما متوسط دخل العائلة فبلغ 30,938 دولارًا. وكان متوسط دخل الذكور 31,806 دولارًا مقابل 19,091 دولارًا للإناث. وسجل دخل الفرد الخاص بالمدينة 14,199 دولارًا. وكانت نسبة 26% من العائلات ونسبة 28.8% من السكان تحت خط الفقر، وكان من هؤلاء نسبة 36.5% تحت سن الثامنة عشر ونسبة 33.1% في الخامسة والستين من العمر وما فوق.

### تعداد عام 2010
بلغ عدد سكان باي سبرينغز 1,786 نسمة بحسب تعداد عام 2010، وبلغ عدد الأسر 721 أسرة وعدد العائلات 435 عائلة مقيمة في المدينة. في حين سجلت الكثافة السكانية 45.9 نسمة لكل كيلومتر مربع (118.9/ميل2). وبلغ عدد الوحدات السكنية 855 وحدة بمتوسط كثافة قدره 22 لكل كيلومتر مربع (57.0/ميل2).
وتوزع التركيب العرقي للمدينة بنسبة 40.15% من البيض و58.06% من الأمريكيين الأفارقة و0.50% من الأمريكيين ذوي الأصول الآسيوية و1.29% من عرقين مختلطين أو أكثر و0.78% من الهسبانيون أو اللاتينيون من أي عرق.
بلغ عدد الأسر 721 أسرة كانت نسبة 31.8% منها لديها أطفال تحت سن الثامنة عشر تعيش معهم، وبلغت نسبة الأزواج القاطنين مع بعضهم البعض 34.5% من أصل المجموع الكلي للأسر، ونسبة 21.8% من الأسر كان لديها معيلات من الإناث دون وجود شريك،  بينما كانت نسبة 4% من الأسر لديها معيلون من الذكور دون وجود شريكة وكانت نسبة 39.7% من غير العائلات. تألفت نسبة 37.2% من أصل جميع الأسر من عدة أفراد يعيشون في نفس المنزل ونسبة 19.8% كانت تتألف من شخص يعيش بمفرده يبلغ من العمر 65 عاماً أو أكثر. وبلغ متوسط حجم الأسرة المعيشية 2.36، أما متوسط حجم العائلات فبلغ 3.14.
بلغ العمر الوسطي للسكان 39.3 عاماً. وكانت نسبة 24.7% من القاطنين تحت سن الثامنة عشر، وكانت نسبة 9.5% بين الثامنة عشر والرابعة والعشرين عاماً، ونسبة 22.4% كانت واقعةً في الفئة العمرية ما بين الخامسة والعشرين والرابعة والأربعين عاماً، ونسبة 25.5% كانت ما بين الخامسة والأربعين والرابعة والستين، ونسبة 17.9% كانت ضمن فئة الخامسة والستين عاماً فما فوق. وتوزع التركيب الجنسي للسكان بنسبة 44.6% ذكور و55.4% إناث.

## أعلام
- كارولين جونز يونغ